# El Americano: The Movie
El Americano: The Movie és una pel·lícula mexicana-estatunidenca en 3D d'animació per ordinador, aventures i comèdia d'acció produïda per Animex, Olmos Productions i Phil Roman Entertainment. Està dirigida per Ricardo Arnaiz i l'ex-animador de Disney, Mike Kunkel. a pel·lícula compta amb un repartiment coral compost, en la seva majoria, d'actors hispanoamericans i mexicans, que inclouen a Aleks Syntek, Edward James Olmos, Cheech Marin, Kate del Castillo, Paul Rodríguez, Gabriel Iglesias, Erik Estrada i Lisa Kudrow. És la primera gran coproducció animada entre estudis de Mèxic i els Estats Units, també és la primera producció internacional feta en un estudi d'animació de CGI mexicà, Animex. FilmSharks International va anunciar que ha adquirit els drets internacionals de la pel·lícula. Serà distribuïda als Estats Units per Freestyle Releasing, i es va donar a conèixer en la temporada d'hivern de 2016.
Va ser nominada en la categoria Millor Pel·lícula d'Animació en la III edició dels Premis Platino de 2016.

## Sinopsi
La pel·lícula seguirà a Cuco (Aleks Syntek), un lloro jove mexicà despreocupat, la cerca del qual és aventurar-se a Hollywood i comptar amb l'ajuda del seu heroi favorit amb la finalitat d'ajudar al seu pare, Gayo (Edward James Olmos) i protegir el circ de la seva família de l'amenaça de Martín Kingfisher (Cheech Marin) i els seus sequaços.

## Doblatge de veus
En anglès
- Rico Rodriguez[14] - Cuco
- Kate del Castillo[14] - Rayito*
- Cheech Marin[14] - Martin
- Gabriel Iglesias[14] - Garza García
- Lisa Kudrow[14] - Lucille Van Starr*
- Edward James Olmos[14] - Gayo "El Jefe"*
- Grecia Villar[16] - Paquito*
- Paul Rodriguez[14] - Divino*
- Argelia Atilano[14] - Lori*
- Ricardo Sanchez[14] - Vovo*
- K. C. Porter[14] - Karl*
- Erik Estrada[14] - Ponch Wingstall*
- Adal Ramones[14] - Trueno*
- Don Cheto[14] - Dovo*
- Héctor Suárez[14] - Eddie Navarro*
- Pierre Angelo - El Mexicano*

En castellà
- Aleks Syntek[17] - Cuco
- Gabriel Villar[18] - Martin
- Mino D'Blanc[19] - Garza García

^*  Aquests membres del repartiment també han posat veu als seus respectius personatges en la versió en castellà.

## Producció

### Desenvolupament

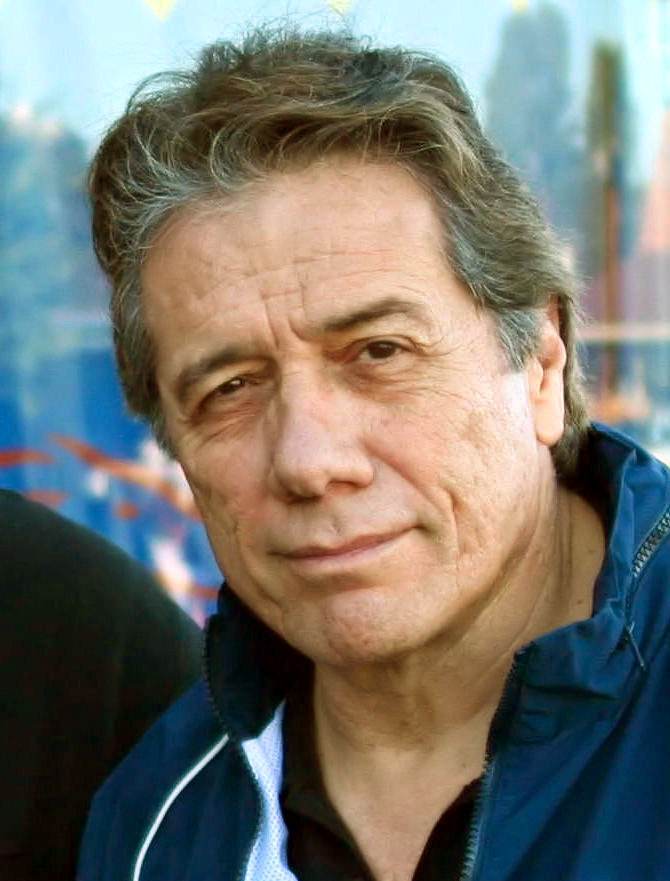
Edward James Olmos servirà com a productor executiu de la pel·lícula.

La producció va començar al gener de 2011, quan el director i fundador d'Animex, Ricardo Arnaiz, es va interessar a fer una coproducció estatunidenca després de la decebedora taquilla de Nikté, sabent que a les pel·lícules produïdes als Estats Units els va millor en el mercat del cinema. La idea de la trama de la pel·lícula es va crear quan ell va visitar els Estats Units i va conèixer al productor Gerry Cardoso, qui va portar la idea dels ocells, viatjant d'Espanya a Mèxic. Arnaiz va insistir que una millor història seria el d'un viatge de Mèxic als Estats Units. “Vaig dir que seria genial fer que vagin de Mèxic als Estats Units, així que vaig començar a partir d'això,” va dir Arnaiz. “Vam ser molt acurats per ser respectuosos dels dos països. Volíem contar una història sobre com les fronteres són només una línia en un mapa i quan vostè és honest i fa les coses de la manera correcta hi ha un munt de possibilitats que són per a tothom.” Més tard va conèixer l'actor Edward James Olmos, quan es va assabentar que Olmos va ser "un èxit". Després de llegir el guió, Olmos va accedir a unir-se a l'equip de producció i al repartiment de veus de la pel·lícula. Olmos va ser un fan de La Leyenda de la Nahuala. “Estem encantats de treballar amb Edward James Olmos i la seva companyia de producció aquí als EUA. És una història que hem estat treballant durant els últims tres anys i sentim que tenim un equip molt fort en el seu lloc per a executar aquesta pel·lícula programada en 2013.”
El 26 de setembre de 2013 la pel·lícula va ser presentada a Ibero Puebla, revelant noves imatges i clips.
Durant la producció, Edward James Olmos havia gravat la seva veu abans que el procés d'animació. Com a resultat, es van requerir molts membres del repartiment per a representar els seus papers abans de gravar les seves veus. Segons el director Ricardo Arnaiz, és la pel·lícula més cara d'Animex Producciones i el primer a superar els més de $29 milions de pesos.

### Animació
La producció d'efectes visuals i animació va ser realitzada per Boxel Studio a Tijuana. L'animació addicional va ser manejada per Cutting Edge Productions a les Filipines. En una entrevista amb Andrés Reyes Botello, fundador de Boxel Studios, Ricardo Arnaiz inicialment va declarar que originalment pretenia produir la pel·lícula en animació tradicional, però Edward James Olmos va insistir a Arnaiz utilitzar CGI com la millor oportunitat d'èxit de la pel·lícula. "En aquest llavors, ell m'explicava la seva situació amb el seu estudi d'animació 2D i la seva curiositat sobre fer El Americano en una producció CGI 3D completa", va dir Andrés Reyes Botello. "A partir d'aquí, que a l'instant arribem a una bona relació i va començar a treballar en el desenvolupament dels personatges i entorns, fent una mica d'animació, il·luminació i proves de renderitzat per a aquesta pel·lícula." Arnaiz no té molta experiència en l'animació per ordinador i ha decidit associar-se amb Boxel Studio, que se centra principalment en l'animació per videojocs i promocions. “Ells van ser molt creatius, tenien molt de coneixement i li vaig dir: 'Vostè estaria interessat a fer una pel·lícula amb mi? No sé res sobre CGI, i vostè no sap res sobre fer pel·lícules — combinarem i crear això junts,” va dir Arnaiz. Per a obtenir ajuda, Arnaiz va buscar al veterà de l'animació Raúl García, i Mike Kunkel, qui és amic personal de Arnaiz i esperava amb ànsies treballar amb ell, i els va portar a Boxel Studios. “Ells van ensenyar a tots com fer animació, a l'estil de Hollywood, i a Mèxic, els van ensenyar als estatunidencs com fer-ho amb baixos pressupostos,” va dir Arnaiz. Un total de 25 animadors han treballat en aquesta pel·lícula. Arnaiz ha declarat que el desenvolupament de la pel·lícula va ser un repte. No obstant això, la pel·lícula es va acabar a temps i dins del pressupost. “El major repte era aconseguir el nivell que tothom estava esperant de nosaltres", va dir Arnaiz. "Ells van pensar d'antuvi que anàvem a rebre una qualitat de connexió directament per a vídeo com a màxim, i una vegada que els vam mostrar alguns clips estaven molt entusiasmats amb ell resultat.” El desenvolupament de la pel·lícula va concloure a l'agost de 2013.

### Càsting
La pel·lícula compta amb un repartiment de veus distintiu, format principalment per actors famosos mexicans i hispanoamericans. El director Ricardo Arnaiz es va mostrar satisfet amb el càsting, que va ser un dels reptes més grans de la pel·lícula. "Va ser el repartiment [en] que [he] somiat [a] des de l'inici del projecte", va dir Arnaiz. "Tant els meus productors a Mèxic com als Estats Units es van traslladar per aconseguir aquest gran talent. Ràpidament es van enamorar [de] la història, els personatges, el potencial temàtic i la marca ambiciós a nivell internacional."
El 17 d'abril de 2013, l'actriu Lisa Kudrow s'ha unit al repartiment de veu com Lucille tant en versió en anglès com en castellà. És l'únic membre del repartiment no hispànic.

## Música
La partitura original de la pel·lícula va ser composta per Leoncio Lara, qui va treballar anteriorment per a pel·lícules d'animació produïdes per Ánima Estudios.
La banda sonora inclou 12 cançons originals escrites i compostes per diversos artistes llatins, i tres peces de partitura compostes per Leoncio Lara Bon. L'àlbum inclou la cançó "Hasta el cielo alcanzar" (cançó principal de la pel·lícula) escrita i interpretada per sis vegades nominat als Latin GRAMMY Aleks Syntek. El disc també conté cançons de La Arrolladora Banda Limón, Los Tucanes de Tijuana, 3Ball Mty. featuring Don Cheto, Amanditita, Duelo, Horacio Palencia i molts més. La banda sonora és produïda per Gerry Cardoso, Ricardo Arnaiz i Tomás Rubio.

## Estrena i recepció

### Estrena als cinemes
La pel·lícula es va estrenar al Festival Internacional de Cinema de Morelia el 22 d'octubre de 2013. La pel·líkcula va tenir una projecció als Estats Units al cinema The Strong National Museum of Play a Rochester (Nova York) el 15 de març de 2014. Es va mostrar a tant en castellà com en anglès. Fou presentada a la Convenció Internacional de Còmics de San Diego el 25 de juliol de 2014. El títol de la conferència va ser "Big Ideas for Movies: Crossing the Borders with Mexican Animation".
Va tenir una projecció avançada a la 22a edició del Festival de Cinema de San Diego el 14 de març de 2015. La pel·lícula es va estrenar mundialment el 14 de maig de 2015 als Regal Cinemas L.A. Live Cinema Stadium 14 a Los Angeles, Califòrnia.
El 2016 la pel·lícula s'havia distribuït a molts països d'Amèrica Central i Amèrica del Sud, Europa i Àsia. És important destacar que aquesta és la primera pel·lícula que compta amb el suport de l'Instituto Mexicano de Cinematografía (IMCINE) que es va originar a l'estat de Puebla. "Un projecte és recolzat per Fidecine i EFICINE quan el veuen consolidat, i amb grans expectatives", va dir Arnaiz." Pel·lícules com Don Gato y su Pandilla (Top Cat) o Una película de huevos tenen un gran paper a la taquilla i també esperem que aquesta pel·lícula [El Americano] pugui obrir portes a més suport d'animació a Mèxic." Tanmateix, la pel·lícula només va rebre una estrena limitada, fou projectada a 160 cinemes arreu de Mèxic. Això era degut a que seria distribuït per una companyia independent, Never Landing Data Distribution, malgrat el repartiment immersiu de la pel·lícula, el pressupost i la seva notable primera coproducció entre els Estats Units i Mèxic. "Volien Edward [James Olmos] i elegiren Neverlanding Pictures S.A.P.I., Alejandro Sugich, un distribuïdor mexicà de continguts i vam treure 160 còpies, però esperem fer-ho bé i estar en més sales", va dir Arnaiz.
La pel·lícula ha patit nombrosos retards abans de la seva estrena; La pel·lícula estava pensada originalment per a l'estrena al setembre de 2013, després a l'estiu de 2014 i després a l'estiu de 2015. A Mèxic, la pel·lícula es va estrenar el 22 de gener de 2016 als cinemes Digital 3D i 2D.
Inicialment previst per una estrena en cinemes que s'estrenarà a uns 1.200 cinemes als Estats Units distribuïts per Freestyle Releasing, la pel·lícula es va estrenar més tard directe a vídeo i en VOD el 13 de juny de 2017 per Grindstone Entertainment i Lionsgate Home Entertainment.

### Impacte de la immigració
La pel·lícula se centra en la immigració, en la qual el protagonista Cuco i els seus amics viatgen a la frontera entre els Estats Units i Mèxic. Edward James Olmos, productor executiu de la pel·lícula i veu de Gayo, va trobar aquesta pel·lícula una oportunitat perfecta perquè milers de nens mexicans coneguin les seves arrels. "Hi ha pel·lícules d'èxit que són molt fortes, però arriben directament al cor dels nens", va dir Olmos durant una roda de premsa a Ciutat de Mèxic, per promocionar la pel·lícula. "La política d'aquesta pel·lícula és preciosa! Ricardo Arnaiz és com sempre! Com va dir el personatge d'Erik Estrada a la pel·lícula: "Podeu volar sense parar, però van venir aquí [a Amèrica]. Què divertit.'" Olmos també esperava que aquesta pel·lícula pogués revisar l'epidèmia d'immigració il·legal en curs als Estats Units i que l'aleshores president Barack Obama la reformés per legalitzar milions d'immigrants sense papers al país.

### Polèmica de la classificació a Mèxic
Quan es va estrenar a les sales a Mèxic, la Dirección General de Radio, Televisión y Cinematografía (RTC) ha atorgat a la pel·lícula una qualificació B a causa de la violència i la sexualitat "ocasional" de la pel·lícula, que requerien edats de 12 anys o més (similar a la classificació PG-13 de la MPAA, provocant polèmica entre les famílies i els cineastes. "La narració pot ser complexa; presenta un cert grau de violència, no extrema, per motius concrets i no relacionats amb la sexualitat, deixant clares [per] les seves conseqüències", va dir RTC. "Els nus són breus i no [només] escenes de sexe detallades i suggerides. Podeu abordar el tema de l'addicció i la droga, però sense exhibir el seu consum. La violència verbal no pot ser extrema." Reports van preguntar al director Ricardo Arnaiz sobre el problema de qualificació de la pel·lícula, però inicialment no va respondre. Al seu Twitter, ha publicat "Malauradament, alguns gent no creuenà ni volen [veure] la pel·lícula." La qualificació B de la pel·lícula ha preocupat als pares per si consideren o no la pel·lícula adequada perquè la vegin els seus fills, que es podria dir que contribueix al baix rendiment de la taquilla de la pel·lícula. El productor executiu Edward James Olmos va respondre al problema de la pel·lícula, dient que "El Americano és una pel·lícula a la que van a veure els nens bojos per anar a veure una cosa meravellosa que representarà Mèxic i el món, mostrant la feina, els valors i les cultures dels mexicans amb una història familiar." Després de rebre les queixes de les xarxes socials, l'RTC va comprovar la seva base de dades i finalment va confirmar la qualificació com a "error". L'RTC ha canviat la qualificació de la pel·lícula de B a AA, que permet l'assistència de nens a partir de 7 anys.

### Taquilla
Encara que la pel·lícula estava projectada per obrir-se al lloc #2 de la taquilla mexicana. La pel·lícula, però, com a pel·lícula d'estrena independent, es considera un èxit moderat de taquilla, estrenant-se a només 129 sales i encapçalant altres estrenes independents, com ara Kahlil Gibran's The Prophet i Plastic.

### Recepció crítica
La pel·lícula ha rebut ressenyes diverses de la crítica. A Rotten Tomatoes, la pel·lícula va rebre un 50% d'aprovació de "Rotten" per als crítics, amb una puntuació mitjana de 2/10.